# Sophie McKinna
Sophie McKinna (ur. 31 sierpnia 1994) – brytyjska lekkoatletka specjalizująca się w pchnięciu kulą.
W 2010 po zajęciu trzeciego miejsca w eliminacjach kontynentalnych wystąpiła w igrzyskach olimpijskich młodzieży zajmując w tej imprezie piątą lokatę. Srebrna medalistka mistrzostw świata juniorów młodszych oraz złota igrzysk Wspólnoty Narodów kadetów z 2011 roku. W 2013 zdobyła srebro mistrzostw Europy juniorów.
Reprezentantka kraju w pucharze Europy w rzutach.
Złota medalistka mistrzostw Wielkiej Brytanii.
Rekordy życiowe: stadion – 18,61 (2 października 2019, Doha); hala – 18,82 (27 lutego 2022, Birmingham).

## Osiągnięcia
| Rok  | Impreza                                                    | Miejsce               | Pozycja           | Wynik |
| ---- | ---------------------------------------------------------- | --------------------- | ----------------- | ----- |
| 2010 | Kwalifikacje europejskie do igrzysk olimpijskich młodzieży | Moskwa                | 3. miejsce        | 14,66 |
| 2010 | Igrzyska olimpijskie młodzieży                             | Singapur              | 5. miejsce        | 15,14 |
| 2011 | Mistrzostwa świata juniorów młodszych                      | Lille                 | 2. miejsce        | 14,90 |
| 2011 | Igrzyska Wspólnoty Narodów juniorów młodszych              | Douglas               | 1. miejsce        | 14,75 |
| 2012 | Mistrzostwa świata juniorów                                | Barcelona             | 6. miejsce        | 15,98 |
| 2013 | Zimowy puchar Europy w rzutach                             | Castellón de la Plana | 2. miejsce U23    | 16,09 |
| 2013 | Superliga drużynowych mistrzostw Europy                    | Gateshead             | 7. miejsce        | 16,37 |
| 2013 | Mistrzostwa Europy juniorów                                | Rieti                 | 2. miejsce        | 17,09 |
| 2014 | Igrzyska Wspólnoty Narodów                                 | Glasgow               | 5. miejsce        | 16,59 |
| 2015 | Młodzieżowe mistrzostwa Europy                             | Tallinn               | 9. miejsce        | 15,68 |
| 2017 | Puchar Europy w rzutach                                    | Las Palmas            | 5. miejsce        | 17,03 |
| 2018 | Igrzyska Wspólnoty Narodów                                 | Gold Coast            | 5. miejsce        | 17,76 |
| 2018 | Mistrzostwa Europy                                         | Berlin                | 7. miejsce        | 17,69 |
| 2019 | Halowe mistrzostwa Europy                                  | Glasgow               | el. – 10. miejsce | 17,18 |
| 2019 | Superliga drużynowych mistrzostw Europy                    | Bydgoszcz             | 3. miejsce        | 17,94 |
| 2019 | Mistrzostwa świata                                         | Doha                  | 11. miejsce       | 17,99 |
| 2021 | Halowe mistrzostwa Europy                                  | Toruń                 | el. – 9. miejsce  | 17,95 |
| 2021 | Superliga drużynowych mistrzostw Europy                    | Chorzów               | 4. miejsce        | 17,87 |
| 2021 | Igrzyska olimpijskie                                       | Tokio                 | el. – 17. miejsce | 17,81 |
| 2022 | Halowe mistrzostwa świata                                  | Belgrad               | 8. miejsce        | 18,62 |
| 2022 | Mistrzostwa świata                                         | Eugene                | el. – 23. miejsce | 17,21 |
| 2022 | Igrzyska Wspólnoty Narodów                                 | Birmingham            | 7. miejsce        | 17,18 |
| 2022 | Mistrzostwa Europy                                         | Monachium             | 12. miejsce       | 16,29 |